# Toxic (bài hát)
"Toxic" là một bài hát của nghệ sĩ thu âm người Mỹ Britney Spears nằm trong album phòng thu thứ tư của cô, In the Zone (2003). Bài hát được phát hành dưới dạng đĩa đơn thứ hai trích từ album bởi Jive Records vào ngày 12 tháng 1 năm 2004. Được đồng sáng tác và sản xuất bởi Bloodshy & Avant, nó ban đầu được dự định sẽ do Kylie Minogue thể hiện. Sau khi cố gắng để lựa chọn giữa "Boom Boom (Got That)" và "Outrageous" làm đĩa đơn thứ hai từ In the Zone, Spears quyết định chọn "Toxic". Là một bản dance-pop với những ảnh hưởng từ electropop, nó còn được kết hợp với nhiều nhạc cụ, chẳng hạn như trống và ghi-ta lướt. Lời bài hát là một ẩn dụ nói về việc so sánh người yêu với độc dược.
"Toxic" nhận được những phản ứng tích cực từ các nhà phê bình âm nhạc, trong đó họ gọi nó là bản thu âm mạnh mẽ nhất từ album, cũng như khen ngợi đoạn hook và điệp khúc của nó. Bài hát là một đĩa đơn thành công về mặt thương mại, đứng đầu nhiều bảng xếp hạng trên thế giới, như: Úc, Canada, Hungary, Ireland, Na Uy và Vương quốc Anh. Tại Hoa Kỳ, nó trở thành đĩa đơn top 10 thứ tư của Spears trên bảng xếp hạng Billboard Hot 100 khi đạt vị trí thứ 9. Video ca nhạc của bài hát được đạo diễn bởi Joseph Kahn và được lấy ý tưởng từ nhiều bộ phim như Blade Runner, The Seven Year Itch và những bộ phim của John Woo, trong đó nữ ca sĩ hoá thân thành một điệp viên ngầm và đi tìm một thứ chất độc đặc quánh màu xanh lá cây. Sau khi tìm được, cô đã đầu độc người bạn trai không chung thủy của mình bằng thứ chất độc đó. Video cũng xen kẽ cảnh Spears khỏa thân với kim cương được đính khắp cơ thể. Sau sự cố của Janet Jackson tại giải đấu bóng bầu dục Super Bowl XXXVIII, video bị xem là quá giới hạn bởi MTV và chỉ có thể phát sóng vào đêm khuya.
Spears đã biểu diễn "Toxic" trong một số chương trình trực tiếp, bao gồm lễ trao giải NRJ Music Awards năm 2004 và trong tất cả các chuyến lưu diễn của cô kể từ khi phát hành. Đây là tiết mục mở đầu trong chuyến lưu diễn The Onyx Hotel Tour (2004), khi Spears biểu diễn trên nóc xe buýt và xuất hiện trong trang phục đen. Ngoài ra, cô cũng biểu diễn phiên bản phối lại của bài hát tại các chuyến lưu diễn The Circus Starring Britney Spears (2009), Femme Fatale Tour (2011) và Britney: Piece of Me (2013-17). "Toxic" cũng được hát lại bởi nhiều nghệ sĩ như Mark Ronson, A Static Lullaby, Reece Mastin và Ingrid Michaelson, và trong loạt phim truyền hình Glee. Nó còn đã xuất hiện trong các bộ phim như Knocked Up, You Again và loạt phim truyền hình Doctor Who. Năm 2005, "Toxic" đã đem về cho Britney giải Grammy đầu tiên trong sự nghiệp ở hạng mục "Thu âm nhạc dance xuất sắc nhất". Bài hát đã xuất hiện trong danh sách những bài hát hay nhất thập niên 2000 của Pitchfork, NME và Rolling Stone. Nữ ca sĩ từng tiết lộ rằng đây là một trong những bài hát yêu thích nhất mà cô từng thể hiện.

## Bối cảnh thực hiện
"Toxic" được viết bởi Cathy Dennis, Henrik Jonback, Christian Karlsson và Pontus Winnberg từ đội sản xuất Bloodshy and Avant, ngoài ra họ cũng là đồng sản xuất. Bài hát lúc đầu được viết cho nữ ca sĩ Kylie Minogue trong album phòng thu thứ chín của cô ấy, Body Language (2003), nhưng cô ấy không chấp nhận. Sau đó thì Minogue đã bình luận: "Tôi đã không hề tức giận (nuối tiếc) về việc bài hát đem lại thành công vang dội cho cô ấy (Spears). Việc đó y hệt như việc phóng sinh một con cá nhỏ vậy, chỉ cần cho đi là xong." "Toxic" được thu âm lại ở phòng thu Murlyn Studios tại Stockholm (Thụy Điển) và tại Record Plant ở Los Angeles (Mỹ). Sau đó thì ca khúc cũng được phối âm lại bởi Niklas Flyckt tại phòng thu Khabang ở Stockholm. Vào tháng 12 năm 2003, MTV News thông báo về việc sau khi xem xét "(I Got That) Boom Boom" và "Outrageous", Spears quyết định chọn "Toxic" làm đĩa đơn thứ hai của In The Zone thay vì hai bài hát trên. Cô miêu tả rằng "nó là một bài hát thật sôi động và khác biệt, đó là lý do tại sao tôi lại thích nó."

## Danh sách bài hát và định dạng
| - Đĩa CD tại châu Âu 1. "Toxic" (bản album) — 3:19 2. "Toxic" (bản không lời) — 3:19 - Đĩa CD tại Đức 1. "Toxic" — 3:21 2. "Me Against the Music" (bản LP / Video Mix) — 3:44 - Đĩa CD maxi tại Úc và châu Âu 1. "Toxic" (bản album) — 3:21 2. "Toxic" (bản không lời) — 3:19 3. "Toxic" (Bloodshy & Avant's Intoxicated Remix) — 5:35 4. "Toxic" (Armand Van Helden Remix chỉnh sửa) — 6:25 - Đĩa CD maxi tại Nhật 1. "Toxic" (bản album) — 3:21 2. "Toxic" (bản không lời) — 3:19 3. "Toxic" (Bloodshy & Avant Remix) — 5:35 4. "Me Against the Music" (Gabriel & Dresden Radio chỉnh sửa) — 3:38 | - Đĩa CD maxi tại Anh quốc 1. "Toxic" (bản album) — 3:21 2. "Toxic" (Lenny Bertoldo Mix Show chỉnh sửa) — 5:46 3. "Toxic" (Armand Van Helden Remix chỉnh sửa) — 6:25 4. "Toxic" (Felix Da Housecat's Club Mix) — 7:09 5. "Toxic" (Album Mix không lời) — 3:19 - Đĩa đơn DVD 1. "Toxic" — 3:21 2. "In the Zone Special" — 4:50 3. "Toxic" (Lenny Bertoldo Mix Show chỉnh sửa) — 5:46 - Đĩa than 12" tại Anh quốc 1. "Toxic" — 3:21 2. "Toxic" (Felix Da Housecat's Club Mix) — 7:09 3. "Toxic" (Armand Van Helden Remix – chỉnh sửa) — 6:25 4. "Toxic" (Lenny Bertoldo Mix Show chỉnh sửa) — 5:46 - Đĩa than 12" tại Mỹ 1. "Toxic" (Armand Van Helden Remix) — 9:34 2. "Toxic" (Felix Da Housecat's Club Mix) — 7:09 3. "Toxic" (Lenny Bertoldo Mix Show chỉnh sửa) — 5:46 |

## Xếp hạng
| Bảng xếp hạng (2004)                | Vị trí cao nhất |
| ----------------------------------- | --------------- |
| Úc (ARIA)                           | 1               |
| Áo (Ö3 Austria Top 40)              | 5               |
| Bỉ (Ultratop 50 Flanders)           | 6               |
| Bỉ (Ultratop 50 Wallonia)           | 6               |
| Canada (Soundscan)                  | 1               |
| Đan Mạch (Tracklisten)              | 4               |
| Châu Âu (European Hot 100 Singles)  | 1               |
| Phần Lan (Suomen virallinen lista)  | 8               |
| Pháp (SNEP)                         | 4               |
| Đức (Official German Charts)        | 8               |
| Hy Lạp (IFPI Greece)                | 7               |
| Hungary (Mahasz)                    | 1               |
| Ireland (IRMA)                      | 1               |
| Ý (FIMI)                            | 4               |
| Hà Lan (Dutch Top 40)               | 4               |
| Hà Lan (Single Top 100)             | 6               |
| New Zealand (Recorded Music NZ)     | 2               |
| Na Uy (VG-lista)                    | 1               |
| Bồ Đào Nha AFP                      | 1               |
| Romania (Media Forest)              | 4               |
| Scotland (OCC)                      | 1               |
| Tây Ban Nha (PROMUSICAE)            | 5               |
| Thụy Điển (Sverigetopplistan)       | 8               |
| Thụy Sĩ (Schweizer Hitparade)       | 4               |
| Anh Quốc (OCC)                      | 1               |
| Hoa Kỳ Billboard Hot 100            | 9               |
| Hoa Kỳ Dance Club Songs (Billboard) | 1               |
| Hoa Kỳ Pop Airplay (Billboard)      | 1               |
| Hoa Kỳ Rhythmic (Billboard)         | 16              |

| Bảng xếp hạng (2004)                 | Vị trí |
| ------------------------------------ | ------ |
| Australia (ARIA)                     | 38     |
| Austria (Ö3 Austria Top 40)          | 25     |
| Belgium (Ultratop 50 Flanders)       | 33     |
| Belgium (Ultratop 50 Wallonia)       | 27     |
| Europe (European Hot 100 Singles)    | 10     |
| France (SNEP)                        | 38     |
| Germany (Official German Charts)     | 37     |
| Hungary (Mahasz)                     | 13     |
| Ireland (IRMA)                       | 7      |
| Italy (Hit Parade)                   | 20     |
| Netherlands (Dutch Top 40)           | 51     |
| Netherlands (Single Top 100)         | 36     |
| New Zealand (Recorded Music NZ)      | 11     |
| Romania (Media Forest)               | 27     |
| Sweden (Sverigetopplistan)           | 22     |
| Switzerland (Schweizer Hitparade)    | 17     |
| UK Singles (Official Charts Company) | 9      |
| US Billboard Hot 100                 | 48     |
| US Billboard Digital Songs           | 8      |
| US Billboard Pop Songs               | 10     |
| US Billboard Radio Songs             | 48     |

## Chứng nhận
| Quốc gia                                                                           | Chứng nhận | Số đơn vị/doanh số chứng nhận |
| ---------------------------------------------------------------------------------- | ---------- | ----------------------------- |
| Úc (ARIA)                                                                          | Bạch kim   | 70.000^                       |
| Pháp (SNEP)                                                                        | Bạc        | 125,000*                      |
| Nhật Bản (RIAJ)                                                                    | Vàng       | 0^                            |
| New Zealand (RMNZ)                                                                 | Vàng       | 5.000*                        |
| Na Uy (IFPI)                                                                       | Bạch kim   | 10.000*                       |
| Thụy Điển (GLF)                                                                    | Bạch kim   | 20.000^                       |
| Anh Quốc (BPI)                                                                     | Vàng       | 425,500                       |
| Hoa Kỳ (RIAA)                                                                      | Vàng       | 2,200,000                     |
| * Chứng nhận dựa theo doanh số tiêu thụ. ^ Chứng nhận dựa theo doanh số nhập hàng. |            |                               |

## Lịch sử phát hành
| Nước           | Ngày                | Định dạng           | Nhãn | Nguồn  |
| -------------- | ------------------- | ------------------- | ---- | ------ |
| Mỹ             | 13 tháng 1 năm 2004 | Radio hit đương đại | Jive | [ 62 ] |
| Nhật Bản       | 28 tháng 1 năm 2004 | CD single           | Sony | [ 63 ] |
| Đức            | 9 tháng 2 năm 2004  | CD single           | Sony | [ 64 ] |
| Vương quốc Anh | 1 tháng 3 năm 2004  | CD single           | RCA  | [ 65 ] |
| Vương quốc Anh | 1 tháng 3 năm 2004  | 12"                 | RCA  | [ 66 ] |
| Đức            | 22 tháng 3 năm 2004 | CD                  | Sony | [ 67 ] |